# Великобугаївська волость
Великобугаївська волость — історична адміністративно-територіальна одиниця Київського повіту Київської губернії. Наприкінці 1880-х років волость було ліквідовано, більшу частину земель приєднано до Великодмитрівської волості, крім с.Крушинка, що відійшла до Глеваської волості.
Станом на 1886 рік складалася з 5 поселень, 5 сільських громад. Населення — 4639 осіб (2247 чоловічої статі та 2392 — жіночої), 744 дворових господарства.
|                     | Площа, десятин | У тому числі орної, дес. |
| ------------------- | -------------- | ------------------------ |
| Сільських громад    | 5821           | 3603                     |
| Приватної власності | 8              | 6                        |
| Казенної власності  | 2              | —                        |
| Іншої власності     | 142            | 99                       |
| Загалом             | 5973           | 3708                     |

Основні поселення волості:
- Велика Бугаївка — колишнє державне село при річці Бугаївка за 30 верст від повітового міста, 2692 особи, 306 дворів, 2 православні церкви, школа, 5 постоялих будинків, лавка.[джерело?]
- Крушинка — колишнє державне село, 724 особи, 75 дворів, православна церква, постоялий будинок.
- Хамбиків — колишнє державне село при річці Стугна, 563 особи, 71 двір, православна церква, постоялий будинок, водяних млин.